# Viva América
Viva América è stato un programma radiofonico musicale statunitense trasmesso in diretta negli anni quaranta (1940-1949), sulla rete radio della CBS e in Sud America, su La Cadena de las Américas (La Rete delle Americhe). Il programma è stato anche trasmesso ai membri delle forze armate americane in Europa durante la seconda guerra mondiale sulla American Forces Network. Tutte le trasmissioni di questo programma erano controllate sotto la severa supervisione del governo del Dipartimento di Stato degli Stati Uniti e dell'Ufficio del Coordinatore degli affari inter-americani (OCIAA) nell'ambito dell'iniziativa Programmi di Scambio Culturale degli Stati Uniti, autorizzati dal presidente Franklin D. Roosevelt (tramite Voice of America) durante la seconda guerra mondiale attraverso l'Ufficio di coordinamento delle relazioni commerciali e culturali (OCCCRBAR). (Vedere Diplomazia culturale)
Questo programma immaginativo rappresentò una collaborazione unica tra il governo e l'industria privata durante la turbolenta epoca della seconda guerra mondiale, allo scopo di favorire gli scambi culturali in tutta l'America. Presentava spettacoli dal vivo della CBS Pan American Orchestra sotto la direzione musicale del famoso direttore Alfredo Antonini. Era stato concepito nel tentativo di promuovere relazioni diplomatiche benevole in tutta l'America durante la seconda guerra mondiale, mostrando il talento di un'ampia gamma di famosi musicisti professionisti. A questo proposito ebbe grande successo e funzionò sotto la supervisione diretta del Dipartimento di Stato come programma di scambio culturale (a differenza di un programma di propaganda). Le esibizioni collaborative di musicisti presenti nel programma sono servite anche a introdurre un vasto pubblico negli Stati Uniti a forme innovative di musica latina tra cui il Bolero messicano. Tra i solisti sia del Nord che del Sud c'erano: Juan Arvizu (il Tenore messicano "con la Voce di Seta"); Nestor Chayres (tenore messicano - "El Gitano De México"); Eva Garza (cantautrice messicana); Elsa Miranda (cantante portoricana), Miguel Sandoval (Compositore di Guatemaian), Los Panchos Trio (Cantanti latino americani) Terig Tucci (compositore/arrangiatore argentino) e John Serry, Sr. (fisarmonicista concertista e solista americano).

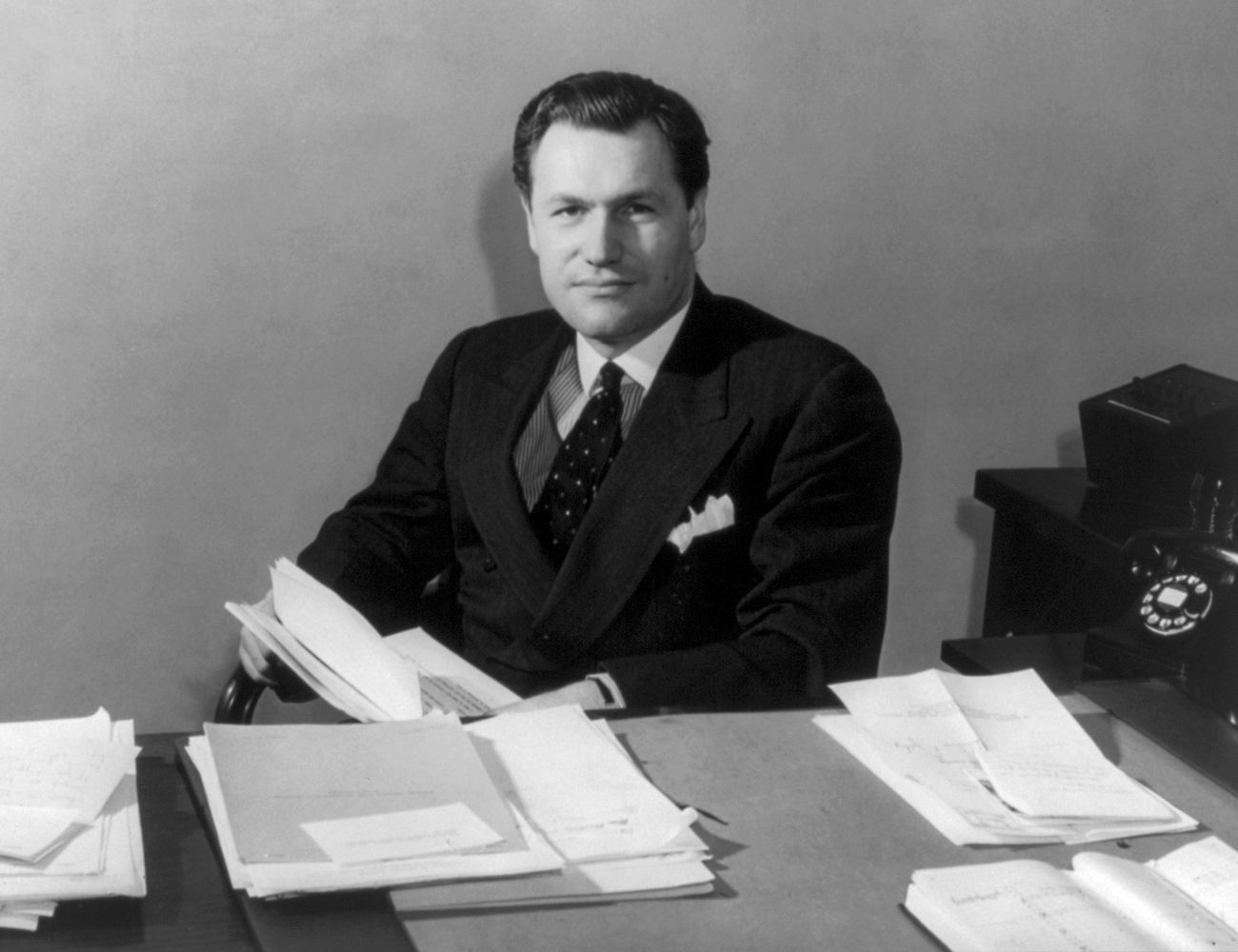
OCIAA-Nelson-Rockefeller - Coordinatore dell'Ufficio per gli Affari Inter-Americani (1940)

Le trasmissioni di questo programma venivano personalmente supervisionate da Edmund A. Chester, Vice Presidente della rete CBS e direttore delle Relazioni Latino-americane e delle Trasmissioni Onde Corte (1940-1948). Il signor Chester poteva essere spesso trovato a visitare la sala di controllo degli studi di trasmissione della CBS a New York City per godersi la sua serie di concerti dal vivo e per scambiare intuizioni con il suo staff di musicisti e artisti che registravano. A livello governativo, venivano attentamente monitorati dall'Ufficio degli Affari Interamericani attraverso l'Ufficio per il coordinamento delle relazioni commerciali e culturali (Office for Coordination of Commercial and Cultural Relations - OCCCRBAR), sotto la direzione di Nelson Rockefeller e del Dipartimento di Stato (Vedere Politica di buon vicinato)
L'inizio del dopoguerra accelerò l'inizio della guerra fredda e l'avvio di una nuova supervisione governativa dell'industria della trasmissione. Come conseguenza di questi sviluppi, il controllo esclusivo della Cadena de las Americas fu essenzialmente trasferito al Dipartimento di Stato dalla Voice of America nel 1948. Poiché il punto focale della politica estera americana si era spostato fuori dal Sud America verso l'Europa le trasmissioni di questo programma furono terminate (circa 1949) e i collegamenti della trasmissione forniti in Sud America dalla Columbia Broadcast System CBS furono eliminati.
Diverse storiche tracce su disco di questo programma furono registrate durante le trasmissioni in diretta e conservate su dischi in vinile da 78 giri per la Voice of America. Sono stati archiviati dal Dipartimento di Stato fino agli anni '70 e da allora sono passati in collezioni private.